# Phlogophora roseobrunnea
Phlogophora roseobrunnea är en fjärilsart som beskrevs av Bandermann 1932. Phlogophora roseobrunnea ingår i släktet Phlogophora och familjen nattflyn. Inga underarter finns listade i Catalogue of Life.